# Hieracium hieronymi
Hieracium hieronymi là một loài thực vật có hoa trong họ Asteraceae. Loài này chỉ được tìm thấy ở Ecuador với 01 tiêu bản được thu thập năm 1871 ở tỉnh Pichincha